# Колебрано (Перуђа)
Колебрано је насеље у Италији у округу Перуђа, региону Умбрија.
Према процени из 2011. у насељу је живело 78 становника. Насеље се налази на надморској висини од 390 м.